# جیب‌بر خیابان جنوبی
جیب‌بر خیابان جنوبی (انگلیسی: Pickup on South Street) یک فیلم نوآر کلاسیک با تم سرقت و جاسوسی به کارگردانی ساموئل فولر است که سال ۱۹۵۳ منتشر شد.
برخی این فیلم را دستمایهٔ روبر برسون برای ساخت فیلم مشهور جیب‌بر دانسته‌اند.

## بازیگران
- ریچارد ویدمارک
- جین پیترز
- تلما ریتر
- ریچارد کایلی
- موروین وای
- ویلیس بوشی
- میلبورن استون